# 1911 au Québec
Cet article traite des événements survenus en 1911 au Québec. 

## Événements

### Janvier
- 10 janvier :ouverture de la troisième session de la 12e législature (en)[1].
- 24 janvier : le discours du budget de Peter Mackenzie prévoit des dépenses de 6 308 000 $ pour l'année budgétaire en cours[1].
- 31 janvier : dans un premier temps, Le Devoir se prononce pour un traité de réciprocité avec les États-Unis[2].

### Février
- 20 février : dix-huit personnalités, la plupart de Toronto, signent un manifeste dénonçant un éventuel traité de réciprocité avec les États-Unis. Ils craignent une union politique avec le voisin américain[3]

### Mars
- 11 mars : l'Assemblée législative adopte la loi incorporant la Société du Parler français au Canada. Cet organisme, fondé en 1902, a pour but la défense de la langue française au pays[4].
- 22 mars : l'Assemblée législative adopte la loi donnant à la Compagnie des Tramways de Montréal le monopole du transport public sur l'île[5].
- 24 mars : 
  - la session est prorogée[6].
  - Ottawa adopte une loi créant la Commission des champs de bataille nationaux visant entre autres à acquérir des terrains ayant une importance historique à travers le Canada. La ville de Québec consent à lui faire don gratuitement des Plaines d'Abraham[7]

### Mai
- 5 mai : François Langelier devient lieutenant-gouverneur du Québec à la suite du décès de Charles-Alphonse-Pantaléon Pelletier[8]
- 8 mai : le député conservateur Frederick Debartzch Monk se prononce contre la réciprocité car il dit craindre l'absorption du Canada par les États-Unis[9].
- 12 mai : Wilfrid Laurier s'embarque pour le Royaume-Uni assister au couronnement de George V[10].
- 29 mai : l'usine de la Dominion Corset est rasée par un incendie à Québec. Les dommages sont de 260 000 $[11].

### Juin
- 7 juin : Alphonse Desjardins est à Boston pour la promotion de ses Caisses populaires Desjardins[12].
- 11 - 24 juin : Henri Bourassa, Armand Lavergne et Frederick Debartzch Monk entament une série d'assemblées à travers le Québec afin de protester contre la politique de Laurier. Les assemblées de la nouvelle Ligue nationaliste canadienne ont lieu à Montréal, Joliette, Nicolet, Sorel et Papineauville[13].
- 22 juin : Wilfrid Laurier assiste au couronnement du nouveau roi George V à Londres[14].

### Juillet
- 10 juillet : Wilfrid Laurier est reçu en triomphateur à Québec[15].
- 27 juillet : le président américain William H. Taft signe la loi de réciprocité avec le Canada[16].
- 29 juillet : le premier ministre canadien Wilfrid Laurier annonce des élections générales pour le 21 septembre[17].

### Août
- 7 août : Pantaléon Pelletier devient agent général du Québec à Londres[1].
- 13 août : trente mille personnes assistent à Saint-Hyacinthe à une assemblée contradictoire orageuse entre le nouveau ministre fédéral de la Marine, Rodolphe-Toussaint Lemieux, et les nationalistes Henri Bourassa et Armand Lavergne[18]
- 17 août : le libéral Calixte-Émile Therrien remporte l'élection partielle de Sherbrooke[19]
- 19 août : }William Cornelius Van Horne, ancien président du Canadien Pacifique, annonce son opposition à la politique de réciprocité avec les États-Unis[20].

### Septembre
- 21 septembre : le Parti libéral du Canada subit une défaite aux élections générales avec 86 députés contre 132 pour le Parti conservateur et 2 candidats indépendants. Robert Laird Borden devient le nouveau premier ministre du Canada. Au Québec, le résultat est de 37 libéraux, 27 conservateurs et 1 candidat indépendant. Les libéraux y ont perdu plusieurs circonscriptions importantes comme Berthier, Brome, Compton, Hochelaga, Joliette, Montmagny et Montmorency[21],[22].

### Octobre
- Octobre : Marie Gérin-Lajoie devient la première femme canadienne-française à obtenir un baccalauréat ès arts[23].
- 9 octobre : le cabinet du nouveau premier ministre Borden est assermenté. Les cinq représentants du Québec sont Frederick Debartzch Monk aux travaux publics, Louis-Philippe Pelletier aux Postes, Wilfrid Bruno Nantel au Revenu de l'Intérieur, Charles Joseph Doherty à la Justice et George Purley comme ministre sans portefeuille[24].
- 14 octobre : Emma Lajeunesse dite Albani donne son spectacle d'adieu au Royal Albert Hall de Londres[25]
- 18 octobre : le dernier recensement démontre que la population du Québec est d'un peu plus de 2 000 000[26].

### Novembre
- 7 novembre : l'abbé Ivanhoé Caron dépose à Québec un rapport démontrant les avantages d'une colonisation en Abitibi[27].
- 13 novembre : plusieurs personnalités religieuses et civiles fondent l'École sociale populaire, dont le but est l'engagement des catholiques du Québec dans l'action sociale, tel que préconisé par le pape Léon XIII dans l'encyclique Rerum Novarum[28]
- 26 novembre : un incendie rase le Théâtre national du quartier Saint-Roch de Québec[29].
- 28 novembre : Lomer Gouin annonce la prochaine annexion de l'Ungava par le Québec[30].

### Décembre
- 18 décembre : la nouvelle Dominion Corset est inaugurée à Québec[31].

## Naissances
- 3 février - Robert Charbonneau (écrivain) († 26 juin 1967)
- 3 mars - Hugues Lapointe (ancien lieutenant-gouverneur du Québec) († 13 novembre 1982)
- 24 mars - Simone David-Raymond (fondatrice de l'hôpital Marie-Enfant) († 6 février 2012)
- 13 avril - Jean-Louis Lévesque (homme d'affaires) († 28 décembre 1994)
- 10 mai - Roland Gladu (joueur de baseball)  († 26 juillet 1994)
- 13 juillet - Camille Roy (politicien) († 29 mars 1969)
- 5 août - Albert Sanschagrin (évêque) († 2 avril 2009)
- 18 août - Jean-Jules Richard (écrivain) († 3 mai 1975)
- 28 août - Nérée Arsenault (politicien) († 18 janvier 1982)
- 4 octobre - Jacques Miquelon (politicien) († 16 juin 2004)
- 5 octobre - Pierre Dansereau (homme de sciences) († 28 septembre 2011)
- 24 octobre - Paul Grégoire (personnalité religieuse) († 30 octobre 1993)
- 29 octobre - Edgar Hébert (Pharmacien et homme politique) († 14 octobre 1984)
- 6 décembre - Henri Drouin (juge et homme politique) († 29 mars 1992)
- 9 décembre - Lucie Mitchell (actrice) († 12 février 1988)
- 23 décembre - Stanley Cosgrove (peintre) († 28 avril 2002)

## Décès
- 16 mars - Michel-Guillaume Baby (administrateur et homme politique) - Décédé en France. (º 15 septembre 1834)
- 14 avril - Henri-Elzéar Taschereau (politicien) (º 7 octobre 1836)
- 29 avril - Charles-Alphonse-Pantaléon Pelletier (lieutenant-gouverneur du Québec) (º 22 janvier 1837)
- 19 juillet - Ozro Baldwin (marchand et homme politique)  (º 1836)
- 28 novembre - Rufus Nelson England (marchand et homme politique)  (º 4 mai 1851)